# Židovići
Židovići (en serbe cyrillique : Жидовићи) est un village du nord du Monténégro, dans la municipalité de Pljevlja.

## Démographie

### Évolution historique de la population
| 1948 | 1953 | 1961 | 1971 | 1981 | 1991 | 2003 |
| ---- | ---- | ---- | ---- | ---- | ---- | ---- |
| 245  | 231  | 245  | 243  | 392  | 631  | 653  |